# Nutrigenetik
|  | Dieser Artikel wurde aufgrund von formalen oder inhaltlichen Mängeln in der Qualitätssicherung Biologie zur Verbesserung eingetragen. Dies geschieht, um die Qualität der Biologie-Artikel auf ein akzeptables Niveau zu bringen. Bitte hilf mit, diesen Artikel zu verbessern! Artikel, die nicht signifikant verbessert werden, können gegebenenfalls gelöscht werden. Lies dazu auch die näheren Informationen in den Mindestanforderungen an Biologie-Artikel. |

Die Nutrigenetik gehört neben der Nutrigenomik zu der Ernährungsforschung und untersucht als Wissenschaft die Beziehung zwischen Ernährung und Genetik. Insbesondere wird analysiert, inwiefern ernährungs(mit)bedingte Krankheiten und andere Vorgänge im Organismus durch die genetische Varianz beeinflusst werden.

## Wissenschaftliche Grundlage
Obwohl Menschen zu etwa 99,9 % in ihrer DNA identisch sind, gibt es rund 10 Millionen genetische Varianten, die durch sogenannte SNPs (Einzelnukleotid-Polymorphismen) entstehen. Diese Heterogenität ist durch die Evolution bedingt, da die Art und Weise, wie Nahrungsbestandteile von unseren Vorfahren aufgenommen und gespeichert wurden, ein wichtiges Selektionskriterium darstellt.
Insgesamt hängt die biologische Wirkung der Nahrungsbestandteile mit einer Reihe physiologischer Prozesse wie dem Nährstoffverbrauch oder -transport zusammen. Diese Vorgänge bauen wiederum auf einer Vielzahl unterschiedlicher Gene mit spezifischen Polymorphismen und Eigenschaften auf.
SNPs und die daraus resultierenden Adaptionsmechanismen werden immer weiter vererbt.  Dies führte beispielsweise dazu, dass Menschen im Laufe der Zeit Laktose aus Kuhmilch verwerten konnten.

## Analysemethoden
Die Genotypbestimmung erfolgt meistens durch eine Analyse der Blut- oder Mundschleimhautzellen, die mithilfe unterschiedlicher Methoden und Sequenzierungstechniken ablaufen kann.
Um die auf diese Weise gewonnenen genetischen Informationen zu analysieren, gibt es zunächst den sogenannten „Candidate Gene Approach“. Dabei wird auf Grundlage biochemischer oder physiologischer Hypothesen ein potentielles Risikogen bestimmt. In Laborversuchen an Tieren oder Zellkulturen wird die Relevanz dieses Gens überprüft. Sollte im Laufe des Experiments ein positiver Zusammenhang zwischen Ernährung und diesem Kandidat-Gen hergestellt werden, können die Ergebnisse in Humanstudien bestätigt werden.
Des Weiteren kann eine genomweite Assoziationsstudie (GWAS) herangezogen werden. Schlussendlich sollen dabei Genvarianten identifiziert werden, die in Verbindung mit der Ernährungsweise das Risiko für Krankheiten wie Adipositas, Zuckerkrankheit oder Hypertonie erhöhen.
Im Einzelnen wird die Wirkung der Nahrungsbestandteile auf das Genom, Proteom, Metabolom und Transkriptom untersucht.

## Ziele
Langfristig soll es möglich sein, auf Grundlage der Nutrigenetik individuelle Ernährungsempfehlungen auszusprechen. Auf diese Weise sollen die Präventivmedizin sowie die Therapie bestimmter Krankheiten optimiert werden. Darüber hinaus können die Erkenntnisse der Nutrigenetik auch für ein nachhaltiges und gesundes Abnehmen eingesetzt werden. Genetische Stoffwechselanalysen, welche primär zur Gewichtsreduktion und nicht aber für die Präventivmedizin bzw. der Therapie für bestimmte Krankheiten dienen, bezeichnet man in der Regel als Gen-Diäten.

## Herausforderungen
Zunächst ist es wichtig, durch valide wissenschaftliche Studien einen eindeutigen und zweifellosen Zusammenhang zwischen den jeweiligen Genen und den aufgenommenen Nährstoffen herzustellen. Dabei liegt ein Problem darin, dass Ergebnisse leicht überbewertet werden. So kann eine relative Risikosteigerung für eine ernährungsbedingte Erkrankung von 100 % lediglich eine absolute Erhöhung von 0,01 auf 0,02 Risikopunkte bedeuten.
Außerdem ist es schwierig, Menschen von einer individuellen Diät zu überzeugen. Neben der Kostenfrage, die eine nutrigenetische Analyse immer mit sich bringen wird, sind die wenigsten bereit, sich an bestimmte Ernährungsempfehlungen zu halten.

## Weitere Quellen
- Hurlimann, T. et al.: Inclusion and Exclusion in Nutrigenetics Clinical Research: Ethical and Scientific Challenges. In: Journal of Nutrigenetics and Nutrigenomics 4 (6): 322–344, 01/2011.
- Marti, A. et al.: Nutrigenetics: A Tool to Provide Personalized Nutritional Therapy to the Obese. In: Journal of Nutrigenetics and Nutrigenomics 3 (4-6): 157-169. 01/2010.
- Höffeler, Fritz: Nutrigenetik: Wie sich Ernährung und Gene gegenseitig prägen, Stuttgart 2013, ISBN 3-77762150-1